# 2018년 5월
| 2018년: 1월 · 2월 · 3월 · 4월 · 5월 · 6월 · 7월 · 8월 · 9월 · 10월 · 11월 · 12월 |

| \| 2018년 5월 1일 (화요일) \| \| 편집 \| |  |      |
| 국제 관계 - 도미니카 공화국이 중화민국과 단교하고, 중화인민공화국과 수교하였다. 이에 따라 중화민국의 수교국 수는 19개국으로 줄어들었다. 사고 - 영암 미니버스 추돌 사고: 대한민국 전라남도 영암군에서 버스 전복사고가 발생해 8명이 숨지고, 11명이 부상을 입었다. |  |      |
| 2018년 5월 1일 (화요일) |  | 편집 |

| 2018년 5월 1일 (화요일) |  | 편집 |

| \| 2018년 5월 2일 (수요일) \| \| 편집 \| |  |      |
| 무력 충돌과 공격 - 바스크 분리주의 무장단체인 바스크 조국과 자유(ETA)가 공식적으로 해산한다고 밝혔다. 사고 - 영국 런던에서 유대인 축제중에 스마트폰을 던져 모닥불이 폭발하여 적어도 30여명이 부상을 입었다. - 미국령 푸에르토리코 소속 주방위 공군 제156비행단의 록히드 C-130 허큘리스 수송기가, 마지막 고별비행 도중 미국 조지아주 서배너 공항 근처 21번 고속도로에 추락하여 탑승객 9명 전원이 사망했다. |  |      |
| 2018년 5월 2일 (수요일) |  | 편집 |

| 2018년 5월 2일 (수요일) |  | 편집 |

| \| 2018년 5월 3일 (목요일) \| \| 편집 \| |  |      |
| 경제·비즈니스 - 미국 연방준비제도(Fed, 연준)가 기준금리를 유지(1.5%~1.75%)한다고 밝혔다. 연준은 연방공개시장위원회(FOMC) 회의를 갖고, 지난 3월 21일 인상된 현 기준금리 수준을 유지하기로 하였다. 재해 - 2018년 인도 모래폭풍: 강력한 모래폭풍이 인도 우타르프라데시 주와 라자스탄 주에 불어닥쳤다. 이로 인하여 최소 110 명이 숨지고, 200 명 이상이 부상을 입었다. - 미국 하와이의 킬라우에아산에서 5.0 규모의 지진이 발생하고, 분화(噴火)가 이어졌다. 지역 당국은 약 1 만여 명의 주민에 대하여 대피령을 내렸다. |  |      |
| 2018년 5월 3일 (목요일) |  | 편집 |

| 2018년 5월 3일 (목요일) |  | 편집 |

| \| 2018년 5월 4일 (금요일) \| \| 편집 \| |  |      |
| 사회 - 스웨덴 한림원이 미투 운동 여파로 종신위원들이 대거 사직함에 따라, 올해 노벨 문학상 수상자 선정 및 시상을 취소한다고 밝혔다. 재해 - 2018년 하와이 지진: 하와이섬 동남쪽 해안 지역에서 모멘트 규모 6.9의 지진이 발생하였다. |  |      |
| 2018년 5월 4일 (금요일) |  | 편집 |

| 2018년 5월 4일 (금요일) |  | 편집 |

| \| 2018년 5월 5일 (토요일) \| \| 편집 \| |  |      |
| 과학과 기술 - 미국 항공우주국(NASA)이 화성 지질 탐사선 인사이트(InSight) 발사에 성공하였다. 사회 - 조선민주주의인민공화국이 평양 시간(PYT, UTC+08:30)을 폐지하고, 시간대를 한국 표준시(KST, UTC+09:00)에 맞추기로 하였다. 이는 2018년 4월 남북정상회담에서 합의된 사항으로, 지난 4월 29일 대한민국 청와대가 회담 결과 추가 발표 때 공개한 바 있다. |  |      |
| 2018년 5월 5일 (토요일) |  | 편집 |

| 2018년 5월 5일 (토요일) |  | 편집 |

| \| 2018년 5월 6일 (일요일) \| \| 편집 \| |  |      |
| 정치와 선거 - 레바논에서 총선거가 실시되었다. 2009 년 이후 첫 총선거이다. 시리아 내전 등을 이유로 기존 의원들의 임기를 연장해왔는데, 2017 년 6 월 선거법 개정이 합의되면서 이번 선거가 치러지게 되었다. 재해 - 터키의 수도 앙카라에 기습적인 폭우가 내렸다. 약 10 여 분간의 폭우로 인하여 수십 곳의 영업장과 차량 200 여 대가 침수 피해를 입었다. |  |      |
| 2018년 5월 6일 (일요일) |  | 편집 |

| 2018년 5월 6일 (일요일) |  | 편집 |

| \| 2018년 5월 7일 (월요일) \| \| 편집 \| |  |      |
| 스포츠 - 2018년 세계 스누커 선수권 대회에서 영국의 스누커 선수 마크 윌리엄스(Mark Williams)가 우승하였다. 정치와 선거 - 블라디미르 푸틴 대통령이 4 번째 임기를 시작하였다. 푸틴은 지난 3월 18일 치러진 대통령 선거에서 당선되었다. |  |      |
| 2018년 5월 7일 (월요일) |  | 편집 |

| 2018년 5월 7일 (월요일) |  | 편집 |

| \| 2018년 5월 8일 (화요일) \| \| 편집 \| |  |      |
| 국제 관계 - 미국의 도널드 트럼프 대통령이 이란 핵협정에서 탈퇴한다고 밝혔다. 부고 - 영국의 영화 편집자인 앤 V. 코츠가 92 세를 일기로 숨졌다. 코츠는 《아라비아의 로렌스》로 1962년 아카데미 편집상을 수상한 바 있다. 재해 - 미국 하와이섬에 있는 킬라우에아산의 분화가 닷새 째 이어지는 가운데, 지금까지 36 채의 건물이 불타거나 파손된 것으로 알려졌다. |  |      |
| 2018년 5월 8일 (화요일) |  | 편집 |

| 2018년 5월 8일 (화요일) |  | 편집 |

| \| 2018년 5월 9일 (수요일) \| \| 편집 \| |  |      |
| 경제와 비즈니스 - 미국의 유통 업체 월마트가 인도의 전자 상거래 기업인 플립카트(Flipkart)의 지분 77 %를 약 160 억 달러(한화 약 17 조 원)에 매입한다고 밝혔다. 국제 관계 - 마이크 폼페이오 미국 국무장관이 평양에서 김정은 국무위원장과의 접견을 마치고, 억류되었던 한국계 미국인 3 명과 귀국하였다. 도널드 트럼프 대통령이 마린 원(Marine One)을 이용해 앤드루스 공군 기지로 이동, 이들을 직접 맞이하였다. 재해 - 케냐의 나쿠루 현(Nakuru County) 솔라이(solai) 에서 집중 호우로 인한 댐 붕괴 사고가 발생, 최소 20 여 명이 숨졌다. 한편, 지난 3 월부터 계속된 집중호우로 케냐 전역에서는 132 명이 숨지고, 22 만여 명 이상의 이재민이 발생하였다. |  |      |
| 2018년 5월 9일 (수요일) |  | 편집 |

| 2018년 5월 9일 (수요일) |  | 편집 |

| \| 2018년 5월 10일 (목요일) \| \| 편집 \| |  |      |
| 국제 관계 - 2018년 북미정상회담: 미국의 도널드 트럼프 대통령이 조선민주주의인민공화국의 김정은 국무위원장과 6월 12일 싱가포르에서 정상 회담을 가질 것이라고 밝혔다. 무력 충돌과 공격 - 이란과 이스라엘이 상호간 군사 시설에 미사일을 쏘는 등 군사 충돌이 발생하였다. 이스라엘이 8 일 시리아 다마스쿠스의 이란군 기지를 미사일 공격한데 대하여, 10 일 이란군이 골란고원의 이스라엘 점령지에 20 여 발의 미사일 공격을 하였으며, 이스라엘은 이에 대응하여 약 70 여 발의 미사일을 발사하였다. 사회 - 세월호 침몰 사고: 인양된 세월호 선체를 바로 세우는 작업이 목포신항에서 진행되었다. 9 시 부터 진행된 작업은 1 만톤급 해상기중기 등이 동원되었으며, 약 세 시간 10 여 분의 작업을 통해 선체가 바로 세워졌다. 정치 - 마하티르 빈 모하맛이 전날 치러진 말레이시아 총선에서 승리하여 정권교체를 이루고 총리에 취임하다. |  |      |
| 2018년 5월 10일 (목요일) |  | 편집 |

| 2018년 5월 10일 (목요일) |  | 편집 |

| \| 2018년 5월 11일 (금요일) \| \| 편집 \| |  |      |
|                                           |  |      |
| 2018년 5월 11일 (금요일)                  |  | 편집 |

| 2018년 5월 11일 (금요일) |  | 편집 |

| \| 2018년 5월 12일 (토요일) \| \| 편집 \| |  |      |
| 국제 관계 - 조선민주주의인민공화국은 외무성 공보를 통해 풍계리 핵 실험장 폐쇄를 5 월 23 일에서 5 월 25일 사이에 진행한다고 밝혔다. 또한 이와 관련하여 5 개국(대한민국, 미국, 중화인민공화국, 러시아, 영국)의 국제기자단의 취재를 허용하는 한편, 베이징과 원산간 전용기 및 특별 열차 편성 등의 편의를 제공하겠다고 덧붙였다. 문화 예술 - 이스라엘의 가수 네타 바르질라이가 2018년 유로비전 송 콘테스트에서 우승하였다. |  |      |
| 2018년 5월 12일 (토요일) |  | 편집 |

| 2018년 5월 12일 (토요일) |  | 편집 |

| \| 2018년 5월 13일 (일요일) \| \| 편집 \| |  |      |
| 국제 관계 - 2018년 북미정상회담, 조선민주주의인민공화국의 비핵화: 마이크 폼페이오 미국 국무부 장관은 조선민주주의인민공화국이 완전한 비핵화를 이행하고 지킬 경우, 미국 자본들의 투자를 허용할 것이라고 밝혔다. 부고 - 캐나다, 미국의 배우 마곳 키더가 69 세를 일기로 숨졌다. 스포츠 - 맨체스터 시티가 프리미어 리그 우승을 차지하였다. |  |      |
| 2018년 5월 13일 (일요일) |  | 편집 |

| 2018년 5월 13일 (일요일) |  | 편집 |

| \| 2018년 5월 14일 (월요일) \| \| 편집 \| |  |      |
| 국제 관계 - 미국이 이스라엘 주재 대사관을 텔아비브에서 예루살렘으로 옮겼다. 군사 - 대한민국의 독도급 대형수송함 2번함인 마라도함(LPH-6112)이 진수되었다. 진수식은 부산광역시 영도에 위치한 한진중공업 조선소에서 진행되었으며, 송영무 국방부 장관 등이 참석하였다. 마라도함은 성능을 확인하고, 시운전을 거쳐 2020 년 대한민국 해군에 인도될 예정이다. 무력 충돌과 공격 - 인도네시아 수라바야에서 13 일과 14일에 걸쳐 연쇄 폭탄 테러가 발생하였으며, 이로 인하여 최소 26 명이 숨졌다. 사고 - 터키 이스탄불에 위치한 아타튀르크 국제공항에서 아시아나항공 소속의 항공기(OZ552/HL7792, A330)와 터키항공 소속 항공기(TC-JMM, A321)의 충돌 사고가 발생하였다. 유도로를 이동 중이던 아시아나 항공기와 충돌하면서 주기장에 서있던 터키 항공기의 꼬리 날개 충돌·파손되고 화재가 발생하였으며, 인명 피해는 발생하지 않았다. |  |      |
| 2018년 5월 14일 (월요일) |  | 편집 |

| 2018년 5월 14일 (월요일) |  | 편집 |

| \| 2018년 5월 15일 (화요일) \| \| 편집 \| |  |      |
|                                           |  |      |
| 2018년 5월 15일 (화요일)                  |  | 편집 |

| 2018년 5월 15일 (화요일) |  | 편집 |

| \| 2018년 5월 16일 (수요일) \| \| 편집 \| |  |      |
| 국제 관계 - 조선민주주의인민공화국이 16 일로 예정 되어있던 대한민국과의 고위급 회담을 무기한 연기한다고 밝혔다. 조선민주주의인민공화국은 연례 한·미 공중훈련인 맥스선더(Max Thunder)와 태영호 전 공사의 국회 강연 등을 이유로 들었다. - 과테말라가 이스라엘 대사관을 예루살렘으로 옮겼다. 이는 5월 14일 미국에 이어 두 번째 이다. |  |      |
| 2018년 5월 16일 (수요일) |  | 편집 |

| 2018년 5월 16일 (수요일) |  | 편집 |

| \| 2018년 5월 17일 (목요일) \| \| 편집 \| |  |      |
| 국제 관계 - 파라과이가 주 이스라엘 대사관 위치를 예루살렘으로 옮긴다고 밝혔다. 파라과이가 대사관을 이전하게 되면, 5 월 14 일 이전한 미국과 5 월 16 일 이전한 과테말라에 이어 세 번째가 된다. 재해 - 미국 하와이섬의 킬라우에아산이 폭발적으로 분화하였다. 가스 기둥과 화산재가 9,100 m 높이 까지 치솟았다. 앞서 이틀 전(15 일)에는 3,600 m 높이로 화산재가 치솟은 바 있다. 킬라우에아산은 5 월 3 일 규모 5.0 의 지진이 발생한 이후 계속해서 용암과 화산재가 분출되고 있다. |  |      |
| 2018년 5월 17일 (목요일) |  | 편집 |

| 2018년 5월 17일 (목요일) |  | 편집 |

| \| 2018년 5월 18일 (금요일) \| \| 편집 \| |  |      |
| 국제 관계 - 주한 미국 대사: 도널드 트럼프 미국 대통령이 주한 미국대사에 태평양사령부(PACOM) 사령관 해리 해리스를 공식 지명하였다. 주한 미국 대사는 전임자인 마크 리퍼트 대사의 이임 이후, 공석(空席) 상태이다. 사고 - 미국 텍사스주 산타페(Santa Fe)의 한 고등학교에서 총기난사가 발생, 최소 10 명이 숨졌다. - 쿠바 항공 CU972 편이 쿠바 호세 마르티 국제공항에서 이륙 직후 추락하는 사고가 발생하였다. 이 사고로 113 명(승객 104 명, 승무원 9 명)의 탑승자 중 최소 110명이 숨졌다. |  |      |
| 2018년 5월 18일 (금요일) |  | 편집 |

| 2018년 5월 18일 (금요일) |  | 편집 |

| \| 2018년 5월 19일 (토요일) \| \| 편집 \| |  |      |
| 국제 관계 - 영국의 해리 왕자와 미국 출신 메건 마클의 결혼식이 윈저성 세인트 조지 교회에서 열렸다. 문화 예술 - 영화《만비키 가족》이 칸 영화제에서 황금종려상을 수상하였다. 재해 - 미국 하와이섬에서 용암이 분출하면서 4 채의 집이 불타고, 도로가 뒤덮혔다. 지역 당국의 강제 대피 조치로 인명 피해는 발생하지 않았다. 앞서 5월 17일에는 가스 기둥과 화산재가 9,100 m 높이로 치솟기도 하였다. |  |      |
| 2018년 5월 19일 (토요일) |  | 편집 |

| 2018년 5월 19일 (토요일) |  | 편집 |

| \| 2018년 5월 20일 (일요일) \| \| 편집 \| |  |      |
| 부고 - 대한민국의 기업인 구본무 LG그룹 회장이 73 세를 일기로 숨졌다. 정치와 선거 - 베네수엘라에서 대통령 선거가 실시되었다. 니콜라스 마두로 대통령이 재선하였으며, 다음 임기는 2019 년 1 월 부터이다. 부정 선거 논란과 관련한 대거 불참으로, 투표율은 45.99 %를 기록하였다. |  |      |
| 2018년 5월 20일 (일요일) |  | 편집 |

| 2018년 5월 20일 (일요일) |  | 편집 |

| \| 2018년 5월 21일 (월요일) \| \| 편집 \| |  |      |
|                                           |  |      |
| 2018년 5월 21일 (월요일)                  |  | 편집 |

| 2018년 5월 21일 (월요일) |  | 편집 |

| \| 2018년 5월 22일 (화요일) \| \| 편집 \|                                                     |  |      |
| 국제 관계 - 2018년 북미정상회담: 도널드 트럼프 미국 대통령이 회담의 연기 가능성을 시사하였다. |  |      |
| 2018년 5월 22일 (화요일)                                                                      |  | 편집 |

| 2018년 5월 22일 (화요일) |  | 편집 |

| \| 2018년 5월 23일 (수요일) \| \| 편집 \| |  |      |
|                                           |  |      |
| 2018년 5월 23일 (수요일)                  |  | 편집 |

| 2018년 5월 23일 (수요일) |  | 편집 |

| \| 2018년 5월 24일 (목요일) \| \| 편집 \| |  |      |
| 경제와 비즈니스 - 한국은행 기준금리: 한국은행은 금융통화위원회 회의에서 현재 기준금리인 1.50 %의 유지를 결정하였다고 밝혔다. 대한민국의 기준금리는 지난 2017 년 11 월 30 일 인상 이후, 1.50 %를 유지 중이다. 국제 관계 - 2018년 북미정상회담: 6 월 12 일로 예정되었던 정상회담이 취소되었다. 도널드 트럼프 대통령은 김정은 국무위원장에게 보내는 공개 서한(書翰)을 통해 회담 취소를 밝혔다. - 부르키나파소가 중화민국과 단교한다고 밝혔다. 이에 따라 중화민국의 수교국 수는 18개국으로 줄어들었다. 같은 달 1일에는 도미니카 공화국이 중화민국과 단교한 바 있다. 정치와 선거 - 대한민국의 국회에서 대통령 개헌안에 대한 표결이 진행되었으나, 의결 정족수(192 명) 미달로 투표 불성립 처리되었다. 투표에는 114 명이 참여하였다. |  |      |
| 2018년 5월 24일 (목요일) |  | 편집 |

| 2018년 5월 24일 (목요일) |  | 편집 |

| \| 2018년 5월 25일 (금요일) \| \| 편집 \| |  |      |
| 국제 관계 - 2018년 북미정상회담: 도널드 트럼프 대통령이 회담의 재성사 가능성을 시사하였다. 트럼프 대통령은 5 월 24 일(전날) 회담 취소를 밝힌 바 있다. 정치와 선거 - 블라디미르 푸틴 러시아 대통령이 재집권을 위한 개헌은 없을 것이라고 밝혔다. 상트페테르부르크 국제경제포럼(SPIEF)에 참여한 푸틴 대통령은 헌법이 3 연임을 허용하지 않으며, 자신은 이 원칙을 지킬 것이라고 밝혔다. - 바베이도스에서 총선이 실시되었다. 선거 결과 바베이도스 노동당(Barbados Labour Party)이 전체 30 석의 의석을 모두 차지하였으며, 미아 모틀리(Mia Mottley)가 1966 년 독립 이후 첫 여성 총리로 선출되었다. |  |      |
| 2018년 5월 25일 (금요일) |  | 편집 |

| 2018년 5월 25일 (금요일) |  | 편집 |

| \| 2018년 5월 26일 (토요일) \| \| 편집 \| |  |      |
| 국제 관계 - 2018년 5월 남북정상회담: 문재인 대한민국 대통령과 김정은 조선민주주의인민공화국 국무위원장이 통일각에서 정상회담을 가졌다. 2018년 4월 남북정상회담 이후 한 달여 만이다. - 부르키나파소가 중화인민공화국과 수교하였다. 중화인민공화국 왕이 외교부장과 알파 배리(Alpha Barry) 부르키나파소 외무장관은 베이징에서 수교 문서에 서명하였다. 부르키나파소는 이틀 전(5월 24일) 중화민국과 단교하였다. 스포츠 - UEFA 챔피언스리그 2017-18: 레알 마드리드가 3:1로 리버풀을 꺾고, 2018 UEFA 챔피언스리그에서 우승하였다. 2018 UEFA 챔피언스리그 결승전은 우크라이나 키예프에 위치한 올림피스키 경기장에서 진행되었다. 정치와 선거 - 대한민국 제7회 지방 선거: 중앙선거관리위원회는 후보 등록을 마감한 결과, 기초의원 59 명, 광역의원 23 명, 교육의원 4 명 등 모두 86 명이 무투표 당선되었다고 밝혔다. |  |      |
| 2018년 5월 26일 (토요일) |  | 편집 |

| 2018년 5월 26일 (토요일) |  | 편집 |

| \| 2018년 5월 27일 (일요일) \| \| 편집 \| |  |      |
| 국제 관계 - 2018년 5월 남북정상회담: 문재인 대한민국 대통령이 회담 결과를 발표하였다. 6월 1일 고위급 회담을 개최하고, 이후 군사 당국자 회담, 적십자 회담등을 갖기로 하였다고 밝혔다. 또한 2018년 북미정상회담과 관련하여 김정은 조선민주주의인민공화국 국무위원장의 비핵화 의지에 대해 확인하였다. |  |      |
| 2018년 5월 27일 (일요일) |  | 편집 |

| 2018년 5월 27일 (일요일) |  | 편집 |

| \| 2018년 5월 28일 (월요일) \| \| 편집 \| |  |      |
| 스포츠 - 대한민국 축구 국가대표팀이 2:0으로 온두라스 축구 국가대표팀과의 평가전에서 승리하였다. 재해 - 2018년 쑹위안 지진: 중화인민공화국 지린성 쑹위안 시에서 모멘트 규모 5.3의 지진이 발생하였다. |  |      |
| 2018년 5월 28일 (월요일) |  | 편집 |

| 2018년 5월 28일 (월요일) |  | 편집 |

| \| 2018년 5월 29일 (화요일) \| \| 편집 \|                                                                            |  |      |
| 사고 - 대한민국 대전광역시에 위치한 한화 대전공장에서 폭발 사고가 발생하였다. 사고로 2명이 숨지고, 7명이 부상당했다. |  |      |
| 2018년 5월 29일 (화요일)                                                                                             |  | 편집 |

| 2018년 5월 29일 (화요일) |  | 편집 |

| \| 2018년 5월 30일 (수요일) \| \| 편집 \| |  |      |
| 경제와 비즈니스 - 대한민국 서울회생법원이 커피 프랜차이즈 카페베네에 대한 기업회생을 인가하였다. 사회 - 대한민국 부산항에서 붉은불개미가 또 다시 발견되면서, 관계 당국이 긴급 방제를 실시하였다. |  |      |
| 2018년 5월 30일 (수요일) |  | 편집 |

| 2018년 5월 30일 (수요일) |  | 편집 |

| \| 2018년 5월 31일 (목요일) \| \| 편집 \| |  |      |
| 국제 관계 - 2018년 북미정상회담: 미국 뉴욕에서 마이크 폼페이오 미국 국무장관과 김영철 조선로동당 부위원장이 고위급 회담을 갖고, 정상회담 의제 대하여 논의한다. 정치와 선거 - 대한민국 제7회 지방 선거: 0시 부터 공식 선거 운동 기간이 시작된다. 기한은 선거 전날인 6월 12일 오후 11시 59분 까지 이다. |  |      |
| 2018년 5월 31일 (목요일) |  | 편집 |

| 2018년 5월 31일 (목요일) |  | 편집 |

| <          | 2018년 5월 | 2018년 5월  | 2018년 5월 | 2018년 5월 | 2018년 5월 | >          |
| 일         | 월         | 화          | 수         | 목         | 금         | 토         |
|            |            | 1 3.16 계사 | 2 17 갑오  | 3 18 을미  | 4 19 병신  | 5 20 정유  |
| 6 21 무술  | 7 22 기해  | 8 23 경자   | 9 24 신축  | 10 25 임인 | 11 26 계묘 | 12 27 갑진 |
| 13 28 을사 | 14 29 병오 | 15 4.1 정미 | 16 2 무신  | 17 3 기유  | 18 4 경술  | 19 5 신해  |
| 20 6 임자  | 21 7 계축  | 22 8 갑인   | 23 9 을묘  | 24 10 병진 | 25 11 정사 | 26 12 무오 |
| 27 13 기미 | 28 14 경신 | 29 15 신유  | 30 16 임술 | 31 17 계해 |            |            |

| - 2018년 - 4월 - 5월 - 6월 편집하기 |